# Пољубац смрти (филм из 1995)
Пољубац смрти (енгл. Kiss of Death) амерички је криминалистички трилер филм из 1995. године у режији Барбета Шредера, по сценарију Ричарда Прајса. Главне улоге тумаче: Дејвид Карусо, Семјуел Л. Џексон, Николас Кејџ, Хелен Хант, Винг Рејмс и Стенли Тучи.
Филм је римејк истоименог филм ноар класика из 1947. у којем су глумили Виктор Матјур, Брајан Донливи и Ричард Видмарк. Приказан је ван конкуренције на Филмском фестивалу у Кану 1995. године. Као и оригинални Пољубац смрти, филм је објавио 20th Century Fox.

## Радња
Џими Килмартин је бивши затвореник који живи у Асторији у њујоршкој општини Квинс, покушава да остане чист и одгаја ћерку са својом супругом Бев. Обоје су опорављени од алкохолизма. Бев оставља Џимија самог да оде на састанак АА. Док је нема, Џимија буди његов рођак Рони коме је очајнички потребан возач који би му помогао да премести неке украдене аутомобиле. Џими покушава да избаци Ронија, знајући да би могао да се врати у затвор само зато што га виде са њим. Ронијев десни домали прст је сломљен и он признаје да ће га „Мали Јуниор” Браун убити ако му Џими не помогне да помери кола.
Мали Јуниор Браун је астматични психопата. Бесан што толико касне, он инсистира да Рони помери четири камиона пуна украдених аутомобила попут каравана, уместо да их вози један по један како би избегао откривање. Караван скреће пажњу полиције, а када стигну у „двориште Бруклинских морнаричких докова” да истоваре аутомобиле, стиже полиција. Током хапшења, Џимијев сапутник пуца на полицију. Метак пролази кроз Џимијеву руку и одмах испод десног ока детектива Калвина Харта.
Адвокат злочиначке породице Браун, Џек Голд, обећава Џимију да ће Бев бити збринута, ако се пријави без именовања својих саучесника. Рони одбија Бев од њеног џепарца, дајући јој само 150 долара од 400 долара недељно колико су јој Браунови наменили. Бев пристаје да ради за Ронија у његовој радњи јужно од стадиона Шеј. Првог дана сведочи призору како Рони туче човека који је покушао да му прода украдени аутомобил. Она пије „Ролинг Рок” пиво, и одлази са Ронијем у „Бејби Кејкс”, стриптиз клуб у власништву Браунових. Тамо је Рони налива са још алкохола и покушава да је искористи. „Велики Јуниор” и Мали Јуниор су љути и налажу му да је одведе кући, али уместо тога он је доводи својој кући. Бев је ужаснута сопственим рецидивом и Ронијевим наваљивањем, па изјури из Ронијеве куће и украде његов ауто. Она директно улеће у полу-камион на улици и гине на месту.
Пошто је пуштен на њену сахрану под надзором, Џими слуша Ронијево јадно објашњење зашто је Бев погинула у његовом ауту. Бевина сестра Рози објашњава да се ноћ пре смрти никада није вратила кући. Уверен у Ронијево саучесништво у Бевиној смрти, Џими пристаје да буде сведок државе. Он именује све људе укључене у фијаско „морнаричких докова”, осим Ронија. Када полицајци ухапсе све осим Ронија, Браунови су уверени да је он доушник. Мали Јуниор Браун претуче Ронија на смрт у његовој канцеларији као одмазду.
Прође неколико година, а окружни тужилац поново прилази Џимију да би цинкарио Браунове. Још увек у затвору Синг Сингу, Џими преговара о помиловању и послу у којем би уживао. Он и Рози се венчавају, али он од ње крије своје обавештајне дужности.
Детектив Харт се састаје са Џимијем у кинеском ресторану и обавештава га да је његова мета заправо дилер дроге по имену Омар, који добија оружје и аутомобиле од „Литл Џуниора” Брауна. Џими бива озвучен и враћа се на посао за Браунове са почетним задатком да краде аутомобиле. Након њихових послића, Џимијева екипа одлази у „Бејби Кејкс” где први пут после неколико година види Литл Јуниора. Мали Јуниор је узнемирен због недавне смрти свог оца и Џимију изражава саучешће због Бевине смрти. Мали Јуниор води Џимија на састанак са Омаром.
Џими није у стању да издржи шараду са Роузи. На крају, Мали Јуниор одводи Џимија на још један састанак са Омаром, којег убија. Касније, Омарова екипа баца Џимија у ауто и вози га на састанак, где сазнаје да је Омар био тајни агент ДЕА. Тужилац и ДЕА користе Џимијеву траку са озвучења о убиству, да ухапсе Малог Јуниора. Када је Мали Јуниор пуштен уз кауцију, он отима Џимијеву ћерку да му пошаље поруку. На крају проналази своју ћерку у шуми, са словима B.A.D. (муда, став, опредељење (Balls, Attitude, Direction); акроним који Литл Јуниор даје себи у приватном тренутку са Џимијем) исписан на њеном челу крвљу.
Схвативши да његова породица више није безбедна, Џими се враћа у град и суочава се са Литл Јуниором под претњом пиштоља у Бејби Кејксу. Долази до туче са Литл Јуниором и Џимијем, што резултира хапшењем Литл Јуниора од стране Детектива Харта (након што је сазнао да је Џими озвучен). Џими користи траку са претњама корумпираног тужиоца као полугу да побегне из проблематичне ситуације. Последња сцена приказује Џимија како улази у украдени Форд Експлорер који му је дао Мали Јуниор и напушта град са Роузи и својом ћерком.